# Спомен соба Гарнизона Пожаревац
Спомен соба Гарнизона Пожаревац са сталном изложбеном поставком „Два века војске у Браничеву” се налази у Касарни „Генерал Павле Јуришић Штурм” у Пожаревцу. Званично је отворена, уз пригодну свечаност, на Видовдан, 28. јуна 2011. године.
Стална изложбена поставка је заједнички пројекат Команде Гарнизона Пожаревац и Историјског архива Пожаревац, а аутори су пуковник мр Миливоје Пајовић, тадашњи командант Центра за обуку КоВ и Гарнизона Пожаревац и мр Јасмина Николић, директор Историјског архива Пожаревац.
Обухваћени су најважнији датуми, личности и друштвене околности од 1804. до данашњих дана. Документи истовремено сведоче о укупној војној историји државе Србије.